# フィンエアーの就航都市
フィンエアーは、フィンランド共和国・ヘルシンキ・ヴァンター国際空港を拠点としている航空会社である。航空連合のワンワールド（oneworld）に加盟している。殆どのヨーロッパ主要都市へ多数の路線を運航している他、自社運航便に加え、ワンワールド加盟航空会社、フィンエアー・グループ航空会社（フライビー・フィンランド）、および提携他社運航便もコードシェア便（Code sharing）として各都市へ就航・運航しており、フィンエアー便（IATAコード・AY）として搭乗可能な路線は、全世界に広がっている。また、日本路線の欧州系のエアラインでは、フィンエアーの路線ネットワークは最大規模となる。
2013年3月7日、フィンエアーは、ワンワールド・アライアンスパートナーのアメリカン航空、ブリティッシュ・エアウェイズ、イベリア航空による、大西洋路線の共同事業に参画する意向を発表。各路線に4社の便名が付与され、コードシェア便の運航を行う事となった。また、2014年4月11日には、USエアウェイズが大西洋路線共同事業に参画 。これにより、北アメリカ・南アメリカ・アフリカ方面に、さらにフィンエアーの路線が増える事となる。
| † | ハブ空港        |
| † | レジャー便      |
| † | 旅客便 + 貨物便 |
| † | 季節運航便      |
| † | 就航予定都市    |
| † | 過去の就航都市  |

## フィンエアーの運航形態
フィンエアーの定期便の便名は、AY0001～AY0999、AY2000～AY3999、およびAY8100～AY8700が使用される。コードシェア便はAY5000～AY6999番台のフライトとなり、リゾート地や観光都市へのフィンエアーのレジャー便は、AY1000便番台が使用され、フライトが区分けされている。全ての運航便名には、フィンエアーのIATAコードである『AY』が付与される。ワンワールド加盟航空会社が運航する便や、フィンエアー・グループ航空会社（フライビー・フィンランド）、その他の提携航空会社が運航するコードシェア便に切り替えて、現在も一部撤退路線において、フィンエアーのIATAコードである、『AY』が付与されている運航便がある。季節運航便とレジャー便は、運航期間が毎年設定され、運航される。
フィンランド国内線運航において、ホームマーケット（自国・地域の市場）が小さいという、従来のフィンエアーの課題解消策として、イギリスのFlybeと、主にフィンランド国内線を運航していた旧フィンコム航空（現：フライビー・フィンランド）を共同運航会社として買収し、また、Flybeもフィンエアーの一部路線を引き継ぎ、イギリス国内で多くの国内線を持ちながら、同時にフィンランド国内線にも参入している。
2013年3月から、ヘルシンキ・ヴァンター国際空港に次ぐ、ヨーロッパにおける貨物のハブ空港として、ベルギーのブリュッセル国際空港を新貨物ハブ空港として機能させ、ブリュッセルからは貨物船も使用して貨物を運搬する。
フィンエアーは、保有機材と資本を最大限活用するため、採算性の低い路線からの自社機運航は取り止め、余裕が生まれた自社機にて、新たな需要が見込まれる新規路線を開設し、従来の路線を増便するなど、他社とのさらなる共同運航提携を深めている。